# Dan Glimne
Dan Ejde Gustaf Glimne (geb. 1947) ist ein schwedischer Spieleexperte, Spieledesigner und Pokerspieler.

## Leben
Glimne wurde am 27. April 1947 geboren. Nach seinem Studium an der Technischen Universität Lund wurde Glimne von 1980 bis 1989 Produktentwicklungsmanager bei Alga und arbeitete anschließend als selbstständiger Unternehmer und Berater. Er hat zahlreiche Spiele herausgegeben und entwickelt und war zeitweise Schwedens einziger professioneller Spieledesigner. Er hat außerdem mehrere Bücher über Spiele geschrieben, als Spieleexperte an Enzyklopädien wie Bra Böckers Lexikon, Nationalencyklopedin (Schwedische Nationalenzyklopädie) und Myggans nöjeslexikon (Myggans Unterhaltungslexikon) mitgewirkt und im Fernsehen Poker kommentiert. Sein Spiel Ostindiska Kompaniet wurde 1992 zum schwedischen Spiel des Jahres gekürt.
Glimne engagiert sich auch politisch und kandidiert für die Moderate Partei im schwedischen Parlament. Seit 2001 ist er mit Ingrid Jerneborg Glimne, einer Kommunalpolitikerin der Moderaten in der Gemeinde Gnesta, verheiratet. Gemeinsam leben sie in Gnesta.

## Entwickelte Spiele (Auswahl)

### Brettspiele
- Batavia[2]
- Binäre Würfel[2]
- Drakborgen (mit Jakob Bonds)
- Drakborgen II
- DungeonQuest[2]
- Emil und Lönneberga – Dieses Spiel wurde von Alga gespielt
- Fantomen[2]
- Goliat – En festlig helsvensk figur på äventyr i stenåldern! („Eine festliche Helsvensk-Figur im letzten Jahr!“)
- Geni 2000
- Kauderwelsch
- Joakim von Ankas fantastiska affärer
- Jordan kostete 80 Tage
- Knorr (Reklamation für das Leben)
- Kurt Olsson
- Mika (das Spiel aus der TV-Serie)
- MasterQuiz
- Mikroschach
- Ostindiska kompaniet[2]
- Persönlichkeit
- SportQuiz
- Stadens nyckel (veröffentlicht von Casper)[2]
- Svea Rike[2]
- Svea Rike Batalj – Erweiterung Nr. 1
- Sätt sprätt på en miljon
- Stoppa pressarna
- Travspelet[2]
- Årets spel

### Kartenspiele
- Valkampanj – ein Spiel mit perfekter Information für 3–6 Spieler
- Ben Johnsons Dopingspiel[2]
- Nasdaq
- Skatepolitik
- Korruption
- Fibonacci-Regierung
- Auktionsrommé
- Blindwhist

## Bücher (Auswahl)
- Nya spel (B. Wahlströms, 1994)
- Pokerhandboken (B. Wahlströms, 1995), 2. Aufl. 2002, 3. Aufl. 2005
- Kortspelshandboken (B. Wahlströms, 1996), ISBN 91-32-32121-X
- Pirayaklubbens handbok (Tago Förlag, 1997)
- Spel med knappar (BonnierCarlsen, 1998)
- Trixa med knappar (BonnierCarlsen, 1998)
- 100 kortspel & trick (Frida Förlag, 1998), ISBN 91-973473-0-2
- Världens största svindlare (Frida Förlag, 2002)
- Kasinohandboken
- Hur man kör miniracing (Allt om hobby AB, 1968-01), ISBN 91-49-01482-X

## Biografische Quelle
- „Medarbetare i Myggans Nöjeslexikon“ und Myggans Nöjeslexikon, Bd. 9 (Höganäs 1991), Seite 255 (schwedisch).